# Gesù Divino Lavoratore
Gesù Divino Lavoratore (lat.: Iesu Divini Opificis; de.: Jesus Göttlicher Arbeiter) ist die Pfarrkirche der gleichnamigen Pfarrei im römischen Stadtteil Portuense.
Die Kirche wurde von dem Architekten Raffaele Fagnoni entworfen und am 15. Mai 1960 durch Clemente Kardinal Micara, Kardinalvikar von Rom, geweiht. Seit 12. März 1955 besteht hier eine eigene Pfarrei. Papst Paul VI. erhob sie am 29. April 1969 zur Titelkirche der römisch-katholischen Kirche.

## Kardinalpriester
- 1969–1978: Paul Yü Pin (1901–1978), Erzbischof von Nanking (VR China)
- 1983–1996: Joseph Bernardin (1928–1996), Erzbischof von Cincinnati und von Chicago (USA)
- seit 1998: Christoph Schönborn OP (* 1945), Erzbischof von Wien